# Highwaymen : La Poursuite infernale
Pour les articles homonymes, voir La Poursuite infernale.
Pour plus de détails, voir Fiche technique et Distribution.
Highwaymen : La Poursuite infernale (Highwaymen) est un film américano-canadien réalisé par Robert Harmon, sorti en 2004.

## Synopsis
Un maniaque provoque des accidents de la route meurtriers au volant de son El Dorado 72. Rennie Cray, dont la femme fut l'une de ses victimes, est sur ses traces. Il va unir ses forces à celles de Molly, la seule victime qui ait survécu, et sur laquelle le tueur fait désormais une fixation.

## Fiche technique
- Titre français : Highwaymen : La Poursuite infernale
- Titre original : Highwaymen
- Réalisation :  Robert Harmon
- Scénario : Craig Mitchell & Hans Bauer (en)
- Musique : Mark Isham
- Photographie : Rene Ohashi
- Montage : Chris Peppe
- Production : Carroll Kemp & Mike Marcus
- Sociétés de production : New Line Cinema, Millenium Films & Cornice Entertainment
- Société de distribution : New Line Cinema
- Pays :  États-Unis,  Canada
- Langue : Anglais
- Format : Couleur - DTS - Dolby Digital - SDDS - 35 mm - 2.35:1
- Genre : Thriller, Action
- Durée : 80 min
- Dates de sortie :
  -  États-Unis : 13 février 2004
  -  France : 4 août 2004

## Distribution
- Jim Caviezel (VF : Éric Legrand ; VQ : Daniel Picard) : James 'Rennie' Cray
- Rhona Mitra (VF : Marie-Laure Dougnac ; VQ : Marie-Josée Normand) : Molly Poole
- Frankie Faison (VF : Saïd Amadis ; VQ : Denis Gravereaux) : Will Macklin
- Colm Feore (VF : Yves Beneyton ; VQ : Alain Fournier) : Fargo
- Gordon Currie (VF : Thierry Ragueneau) : Ray Boone
- Andrea Roth : Alexandra Farrow
- Noam Jenkins (VF : Jérôme Pauwels ; VQ : Benoît Éthier) : L'inspecteur Jimmy Kelt
- James Kee (VF : Pierre-François Pistorio ; VQ : Denis Roy) : Le conseiller en traumatologie
- Toby Proctor (VQ : Frédéric Paquet) : Rookie
- Guylaine St-Onge : Olivia Cray
- Joe Pingue (VQ : Stéphane Rivard) : Le mécanicien
- Martin Roach : Un enquêteur